# 경상북도의 문화재자료 (제101호 ~ 제200호)
경상북도 문화재자료는 문화재자료 중에서 경상북도 내에 있는 문화재자료를 의미한다.

## 지정 목록

### 제101호 ~ 제200호
| 번호    | 사진 | 명칭                                                | 소재지                                                      | 관리자 (단체)        | 지정일                                                                     | 참조 |
| 101호   |      | 유후재및옥비 (遺厚齋및玉碑)                         | 경북 영천시 대창면 대재리 210-1                             | 창녕조씨청백사공파문 | 1985년 8월 5일 지정                                                        |      |
| 102호   |      | 신녕향교대성전 (新寧鄕校大成殿)                     | 경북 영천시 신녕면 화성리 525                               | 신녕향교             | 1985년 8월 5일 지정                                                        |      |
| 103호   |      | 영천공덕동삼층석탑 (永川公德洞三層石塔)             | 경북 영천시 화북면 공덕리 173-1                             | 영천군               | 1985년 8월 5일 지정                                                        |      |
| 104호   |      | 은해사거조암삼층석탑 (銀海寺居祖庵三層石塔)         | 경북 영천시 청통면 신원리 622                               | 운해사거조암         | 1985년 8월 5일 지정                                                        |      |
| 105호   |      | 경산향교대성전삼문 (慶山鄕校大成殿三門)             | 경북 경산시 중방동 760                                      | 경산향교             | 1985년 8월 5일 지정                                                        |      |
| 106호   |      | 자인향교 (慈仁鄕校)                                 | 경북 경산시 자인면 교촌리 230                               | 자인향교             | 1985년 8월 5일 지정                                                        |      |
| 107호   |      | 하양향교 (河陽鄕校)                                 | 경북 경산시 하양읍 교리 158                                 | 하양향교             | 1985년 8월 5일 지정                                                        |      |
| 108호   |      | 십사의사록판목 (十四義士錄板木)                     | 경북 청도군 금천면 신지리 335                               | 밀양박씨선암문중     | 1985년 8월 5일 지정                                                        |      |
| 109호   |      | 청도척화비 (淸道斥和碑)                             | 경북 청도군 화양읍 서상리 15-10                             | 청도군               | 1985년 8월 5일 지정                                                        |      |
| 110호   |      | 벽송정 (碧松亭)                                     | 경북 고령군 쌍림면 신촌리 산88                              | 최승률외1인          | 1985년 8월 5일 지정                                                        |      |
| 111호   |      | 도연재 (道淵齋)                                     | 경북 고령군 쌍림면 합가리 112                               | 일선김씨문충공파문중 | 1985년 8월 5일 지정                                                        |      |
| 112호   |      | 성풍세효자비 (成豊世孝子碑)                         | 경북 고령군 다산면 나정리 127                               | 창녕성씨문중         | 1985년 8월 5일 지정                                                        |      |
| 113호   |      | 선석사대웅전 (禪石寺大雄殿)                         | 경북 성주군 월항면 세종대왕자태실로 616-33                  | 선석사               | 1985년 8월 5일 지정, 2013년 4월 8일 해제, 경북 유형문화재 제474호로 재지정 |      |
| 114호   |      | 성주향교대성전 (星州鄕校大成殿)                     | 경북 성주군 성주읍 예산리 131                               | 성주향교             | 1985년 8월 5일 지정, 2008년 9월 3일 해제, 보물 제1575호로 승격             |      |
| 115호   |      | 연계당및연계소영건일록 (蓮桂堂및蓮桂所營建日錄)     | 경북 성주군 성주읍 성주읍5길 12-6                           | 연계당회중           | 1985년 8월 5일 지정                                                        |      |
| 116호   |      | 심원사삼층석탑 (深源寺三層石塔)                     | 경북 성주군 수륜면 가야산식물원길 17-56                     | 성주군               | 1985년 8월 5일 지정                                                        |      |
| 117호   |      | 사양서당강당 (泗陽書堂講堂)                         | 경북 칠곡군 지천면 신리 43-1                                | 광주이씨석담공종중   | 1985년 8월 5일 지정                                                        |      |
| 118호   |      | 지례향교대성전 (知禮鄕校大成殿)                     | 경북 김천시 지례면 교천리 739                               | 지례향교             | 1985년 8월 5일 지정                                                        |      |
| 119호   |      | 개령향교대성전 (開寧鄕校大成殿)                     | 경북 김천시 개령면 동부리 408                               | 개령향교             | 1985년 8월 5일 지정                                                        |      |
| 120호   |      | 청암사대웅전 (靑巖寺大雄殿)                         | 경북 김천시 증산면 평촌리 688                               | 청암사               | 1985년 8월 5일 지정                                                        |      |
| 121호   |      | 청암사다층석탑 (靑巖寺多層石塔)                     | 경북 김천시 증산면 평촌리 688                               | 청암사               | 1985년 8월 5일 지정                                                        |      |
| 122호   |      | 김천 서부리 삼층석탑 (金泉 西部里 三層石塔)         | 경북 김천시 개령면 서부리 501-3                             | 김천시               | 1985년 8월 5일 지정                                                        |      |
| 123호   |      | 선산향교 (善山鄕校)                                 | 경북 구미시 선산읍 교리 838                                 | 선산향교             | 1985년 8월 5일 지정, 2013년 4월 8일 해제, 경북 유형문화재 제465호로 재지정 |      |
| 124호   |      | 함창향교 (咸昌鄕校)                                 | 경북 상주시 함창읍 교촌리 304-1                             | 함창향교             | 1985년 8월 5일 지정                                                        |      |
| 125호   |      | 갑장사삼층석탑 (甲長寺三層石塔)                     | 경북 상주시 지천동 산5-1                                    | 갑장사               | 1985년 8월 5일 지정                                                        |      |
| 126호   |      | 상주 신봉리 석조보살입상 (尙州 新鳳里 石造菩薩立像) | 경북 상주시 화서면 신봉리 산2-2                             | 상주시               | 1985년 8월 5일 지정                                                        |      |
| 127호   |      | 상주낙상동폐탑 (尙州洛上洞廢塔)                     | 경북 상주시 낙상동 산95                                     | 상주시               | 1985년 8월 5일 지정                                                        |      |
| 128호   |      | 무곡리삼층석탑 (茂谷里三層石塔)                     | 경북 상주시 공성면 무곡리 산46-1                            | 상주시               | 1985년 8월 5일 지정                                                        |      |
| 129호   |      | 상주 무양동 석조귀부 (尙州 武陽洞 石造龜趺)         | 경북 상주시 거동동 산99-10                                  | 상주시               | 1985년 8월 5일 지정                                                        |      |
| 130호   |      | 병암고택(사랑채) (甁菴故宅(사랑채))                 | 경북 상주시 외서면 우산리 112                               | 정재하               | 1985년 8월 5일 지정                                                        |      |
| 131호   |      | 금돌성 (今突城)                                     | 경북 상주시 모동면 수봉리 산98                              | 상주시               | 1985년 8월 5일 지정                                                        |      |
| 132호   |      | 문경향교대성전 (聞慶鄕校大成殿)                     | 경북 문경시 문경읍 교촌리 322                               | 문경향교             | 1985년 8월 5일 지정                                                        |      |
| 133호   |      | 환적당지경탑 (幻寂堂智鏡塔)                         | 경북 문경시 가은읍 원북리 산1-1                             | 봉암사               | 1985년 8월 5일 지정                                                        |      |
| 134호   |      | 함허당득통탑 (涵虛堂得通塔)                         | 경북 문경시 가은읍 원북리 산1-1                             | 봉암사               | 1985년 8월 5일 지정                                                        |      |
| 135호   |      | 봉암사석종형부도 (鳳巖寺石鐘形浮屠)                 | 경북 문경시 가은읍 원북리 산1-1                             | 봉암사               | 1985년 8월 5일 지정                                                        |      |
| 136호   |      | 문경관음리석불입상 (聞慶觀音里石佛立像)             | 경북 문경시 문경읍 관음리 185-1                             | 문경시               | 1985년 8월 5일 지정                                                        |      |
| 137호   |      | 미산고택 (味山故宅)                                 | 경북 예천군 용문면 큰맛질길 105 (대제리 259)                | 박재문               | 1985년 8월 5일 지정                                                        |      |
| 138호   |      | 예천향교 (醴泉鄕校)                                 | 경북 예천군 예천읍 대창학교길 35 (백전리 199-1)             | 예천향교             | 1985년 8월 5일 지정                                                        |      |
| 139호   |      | 신천서원 (新川書院)                                 | 경북 예천군 경상북도 예천군 예천읍 왕신1리길 151 (왕신 412) | 의성김씨문중         | 1985년 8월 5일 지정                                                        |      |
| 140호   |      | 노봉서원 (魯峯書院)                                 | 경북 예천군 경상북도 예천군 호명면 내신2길 301 (내신 341)   | 안동권씨문중         | 1985년 8월 5일 지정                                                        |      |
| 141호   |      | 미산학사 (眉山學舍)                                 | 경북 예천군 보문면 미호길 163-3 (미호리 123-1)              | 김해김씨문중         | 1985년 8월 5일 지정                                                        |      |
| 142호   |      | 약포사당 (藥圃祠堂)                                 | 경북 예천군 경상북도 예천군 호명면 강변로 417 (황지리 447)  | 정완진               | 1985년 8월 5일 지정                                                        |      |
| 143호   |      | 초간정 (草澗亭)                                     | 경북 예천군 용문면 용문경천로 874 (죽림 350)                | 권영기               | 1985년 8월 5일 지정                                                        |      |
| 144호   |      | 흑응산성 (黑鷹山城)                                 | 경북 예천군 예천읍 서본리 산14                              | 예천군               | 1985년 8월 5일 지정                                                        |      |
| 145호   |      | 예천와룡동석조여래입상 (醴泉臥龍洞石造如來立像)     | 경북 예천군 풍양면 와룡리 41                                | 예천군               | 1985년 8월 5일 지정                                                        |      |
| 146호   |      | 동악사석조비로자나불좌상 (東岳寺石造毘盧遮那佛坐像) | 경북 예천군 예천읍 충효로 448 (동본리 171-1)                | 동악사               | 1985년 8월 5일 지정                                                        |      |
| 147호   |      | 예천향석리석조여래좌상 (醴泉鄕石里石造如來坐像)     | 경북 예천군 용궁면 향석리 190-2                             | 예천군               | 1985년 8월 5일 지정                                                        |      |
| 148호   |      | 영주읍내리석조여래좌상 (榮州邑內里石造如來坐像)     | 경북 영주시 순흥면 읍내리 314-3                             | 영주시               | 1985년 8월 5일 지정                                                        |      |
| 149호   |      | 봉산리사 (鳳山里社)                                 | 경북 봉화군 봉화읍 거촌리 706                               | 김대회               | 1985년 8월 5일 지정                                                        |      |
| 150호   |      | 장암정 (藏庵亭)                                     | 경북 봉화군 물야면 오록리 628                               | 김재원               | 1985년 8월 5일 지정                                                        |      |
| 151호   |      | 청간당 (淸澗堂)                                     | 경북 봉화군 물야면 오록리 1154                              | 김오영               | 1985년 8월 5일 지정                                                        |      |
| 152호   |      | 무진장재 (無盡藏齋)                                 | 경북 봉화군 상운면 문촌리 505                               | 금창한               | 1985년 8월 5일 지정                                                        |      |
| 153호   |      | 야옹정 (野翁亭)                                     | 경북 봉화군 상운면 구천리 348                               | 전경우               | 1985년 8월 5일 지정                                                        |      |
| 154호   |      | 구만서원 (龜彎書院)                                 | 경북 봉화군 봉화읍 화천리 438                               | 박병직               | 1985년 8월 5일 지정                                                        |      |
| 155호   |      | 몽화각 (夢花閣)                                     | 경북 봉화군 봉화읍 화천리 363                               | 박영선               | 1985년 8월 5일 지정                                                        |      |
| 156호   |      | 이오당 (二吾堂)                                     | 경북 봉화군 봉화읍 법전리 252-1                             | 법전강씨정경공파문중 | 1985년 8월 5일 지정                                                        |      |
| 157호   |      | 축서사삼층석탑 (鷲棲寺三層石塔)                     | 경북 봉화군 물야면 개단리 1                                 | 축서사               | 1985년 8월 5일 지정                                                        |      |
| 158호   |      | 축서사석등 (鷲棲寺石燈)                             | 경북 봉화군 물야면 개단리 1                                 | 축서사               | 1985년 8월 5일 지정                                                        |      |
| 159호   |      | 울진향교 대성전 (蔚珍鄕校 大成殿)                   | 경북 울진군 울진읍 향교로 34-13(읍내리 653-1)               | 울진향교             | 1985년 8월 5일 지정                                                        |      |
| 160호   |      | 평해향교 대성전 (平海鄕校 大成殿)                   | 경북 울진군 평해읍 평해로 82-28(평해리 901)                 | 평해향교             | 1985년 8월 5일 지정                                                        |      |
| 161호   |      | 울진 평해황씨 해월종택 (蔚珍 平海黃氏 海月宗宅)     | 경북 울진군 기성면 해월헌길 70(사동리 433)                  | 황의석               | 1985년 8월 5일 지정                                                        |      |
| 162호   |      | 불영사 부도 (佛影寺 浮屠)                           | 경북 울진군 서면 불영사길 48(하원리 산34)                   | 불영사               | 1985년 8월 5일 지정                                                        |      |
| 163호   |      | 완정고택 (浣亭古宅)                                 | 경북 성주군 초전면 월곡1길 47                               | 이형기               | 1985년 12월 30일 지정                                                      |      |
| 164호   |      | 죽헌고택 (竹軒古宅)                                 | 경북 안동시 서후면 태장리 939                               | 이병하               | 1985년 12월 30일 지정                                                      |      |
| 165호   |      | 광흥사응진전 (廣興寺應眞殿)                         | 경북 안동시 서후면 재품리 813                               | 광흥사               | 1985년 12월 30일 지정                                                      |      |
| 166호   |      | 수재정 (水哉亭)                                     | 경북 경주시 안강읍 하곡리 29                                | 정인현               | 1985년 12월 30일 지정                                                      |      |
| 167호   |      | 성산서당 (聖山書堂)                                 | 경북 경주시 안강읍 하곡리 11                                | 쌍봉공파하곡정씨문중 | 1985년 12월 30일 지정                                                      |      |
| 168호   |      | 고운사대웅전 (고운사대웅전)                         | 경북 의성군 단촌면 구계리 116                               | 고운사               | 1985년 12월 31일 지정                                                      |      |
| 169호   |      | 용문사자운루 (龍門寺慈雲樓)                         | 경북 예천군 용문면 용문사길 285-30 (내지 391)               | 용문사               | 1985년 12월 30일 지정                                                      |      |
| 170호   |      | 청계정 (靑溪亭)                                     | 경북 영양군 청기면 청기리 801                               | 오준원               | 1985년 12월 30일 지정                                                      |      |
| 171호   |      | 영양신원동백자도요지 (英陽新院洞白磁陶窯址)         | 경북 영양군 수비면 신원리 산21-2                            | .                    | 1985년 12월 30일 지정                                                      |      |
| 172호   |      | 영양화매동백자도요지 (英陽花梅洞白磁陶窯址)         | 경북 영양군 석보면 화매리 산155                             | 대성탄좌             | 1985년 12월 30일 지정                                                      |      |
| 173호   |      | 만휴정 (晩休亭)                                     | 경북 안동시 길안면 묵계리 1081                              | 김해동               | 1986년 12월 11일 지정                                                      |      |
| 174호   |      | 명옥대 (鳴玉臺)                                     | 경북 안동시 서후면 태장리 산76                              | 명옥대계             | 1986년 12월 11일 지정                                                      |      |
| 175호   |      | 백운정 (白雲亭)                                     | 경북 안동시 임하면 임하리 977                               | 김승태               | 1986년 12월 11일 지정                                                      |      |
| 176호   |      | 운곡서당 (雲谷書堂)                                 | 경북 안동시 임하면 천전리 399                               | 김두종               | 1986년 12월 11일 지정                                                      |      |
| 177호   |      | 의암고택 (依巖古宅)                                 | 경북 상주시 낙동면 운평리 141-1                             | 조세희               | 1986년 12월 11일 지정                                                      |      |
| 178호   |      | 체화당(178-1) (棣華堂)                              | 경북 상주시 청리면 가천리 650                               | 이병훈               | 1986년 12월 11일 지정                                                      |      |
| 178-1호 |      | 체화당(178-2) (棣華堂(蒼石祠堂))                    | 경북 상주시 청리면 가천리 587                               | 이준희               | 1986년 12월 11일 지정                                                      |      |
| 178-2호 |      | 창석사당 (蒼石祠堂)                                 | 경북 상주시 청리면 가천리 650                               | 이정길               | 1986년 12월 11일 지정                                                      |      |
| 179호   |      | 옥연사 (玉淵祠)                                     | 경북 상주시 화서면 사산리 286외 3필                         | 노응구               | 1986년 12월 11일 지정                                                      |      |
| 180호   |      | 청송추현동박씨효자각 (靑松楸峴洞朴氏孝子閣)         | 경북 청송군 진보면 추현리 산6                               | 박영진               | 1986년 12월 11일 지정                                                      |      |
| 181호   |      | 백호서당 (栢湖書堂)                                 | 경북 청송군 진보면 세장리 477                               | 백호서당             | 1986년 12월 11일 지정                                                      |      |
| 182호   |      | 울릉나리동투막집 (鬱陵羅里洞투막집)                 | 경북 울릉군 북면 나리리 117-1                               | 고영환               | 1986년 12월 11일 지정                                                      |      |
| 183호   |      | 울릉나리동투막집 (鬱陵羅里洞투막집)                 | 경북 울릉군 북면 나리리 307                                 | 채기섭               | 1986년 12월 11일 지정                                                      |      |
| 184호   |      | 인동입석 (仁同立石)                                 | 경북 구미시 진평동 627-4                                    | 구미시               | 1987년 5월 13일 지정                                                       |      |
| 185호   |      | 군위향교 (軍威鄕校)                                 | 경북 군위군 군위읍 동부리 629                               | 군위향교             | 1987년 5월 13일 지정                                                       |      |
| 186호   |      | 군위화본리오층석탑 (軍威花本里五層石塔)             | 경북 군위군 산성면 화본리 산18-1                            | 군위군               | 1987년 5월 13일 지정                                                       |      |
| 187호   |      | 오봉종택 (梧峰宗宅)                                 | 경북 의성군 봉양면 구미리 251                               | 신병철               | 1987년 5월 13일 지정                                                       |      |
| 188호   |      | 구강서원 (龜岡書院)                                 | 경북 경주시 안강읍 양월리 679                               | 이종원               | 1987년 5월 13일 지정                                                       |      |
| 189호   |      | 청도삼족대 (淸道三足臺)                             | 경북 청도군 매전면 금곡리 901                               | 김해김씨삼족당종중   | 1987년 5월 13일 지정                                                       |      |
| 190호   |      | 의양리권진사댁 (宜陽里權進士宅)                     | 경북 봉화군 춘양면 의양리 235                               | 권탄웅               | 1987년 5월 13일 지정                                                       |      |
| 191호   |      | 금릉신안동석불입상 (金陵新安洞石佛立像)             | 경북 김천시 조마면 신안리 588                               | 김천시               | 1987년 12월 29일 지정                                                      |      |
| 192호   |      | 관산지관 (冠山之館)                                 | 경북 문경시 문경읍 상리 351                                 | 문경서중학교         | 1987년 12월 29일 지정                                                      |      |
| 193호   |      | 안동소산동동야고택 (安東素山洞東야故宅)             | 경북 안동시 풍산읍 소산리 212                               | 김옥년               | 1987년 12월 29일 지정                                                      |      |
| 194호   |      | 낙암정 (洛巖亭)                                     | 경북 안동시 남후면 단호리 2-1                               | 배경욱               | 1987년 12월 29일 지정                                                      |      |
| 195호   |      | 영양가곡동월잠고택 (英陽佳谷洞月岑古宅)             | 경북 영양군 일월면 가곡리 407                               | 정동춘               | 1987년 12월 29일 지정                                                      |      |
| 196호   |      | 영양가천정 (英陽佳川亭)                             | 경북 영양군 일월면 가천리 402                               | 김영한               | 1987년 12월 29일 지정                                                      |      |
| 197호   |      | 괴시동태남댁 (槐市洞台南宅)                         | 경북 영덕군 영해면 괴시리 353                               | 남영탁               | 1987년 12월 29일 지정                                                      |      |
| 198호   |      | 괴시동물소와고택 (槐市洞勿小窩古宅)                 | 경북 영덕군 영해면 괴시리 334                               | 남인대               | 1987년 12월 29일 지정                                                      |      |
| 199호   |      | 괴시동해촌고택 (槐市洞海村古宅)                     | 경북 영덕군 영해면 괴시리 352                               | 남병열               | 1987년 12월 29일 지정                                                      |      |
| 200호   |      | 사창서당 (社倉書堂)                                 | 경북 성주군 수륜면 오천길 85                                | 최종록               | 1987년 12월 29일 지정                                                      |      |

## 참고 자료
- 경상북도 고시/공고